# Зенон из Елеје
Зенон из Елеје (грч. Ζήνων ὁ Ἐλεάτης, око 490 – око 430. п. н. е.) био је антички грчки филозоф, припадник елејске школе, коју је основао Парменид.

## Биографија
О његовом животу не зна се много. Главни извор обавештења о његовом животу представља Платонов дијалог Парменид, написан неких стотину година након Зенонове смрти. У том дијалогу Платон описује како су Парменид и Зенон посетили Атину, у доба када је Пармениду било „око 65 година“, Зенону „готово 40 година“, а Сократ је био „веома млад“ (Парм. 127). У истом одељку Платон каже да је Зенон био „висок и леп човек“ те да је као младић био Парменидов „миљеник“ (ἑταιρός). Остала мање-више поуздана обавештења о Зеноновом животу дају нам доксографски записи Диогена Лаертија под насловом Животи и мишљења знаменитих филозофа, где се каже да је Зенон био рођени син Телеутагоре, али да га је посвојио Парменид, те да је Зенон имао „вештину расправљања у прилог обе стране неког питања“. Диоген Лаертије такође каже да је Зенон био ухапшен, после неуспеле побуне у Елеји и можда убијен по наређењу тиранина Неарха.

## Апорије
Зенон је био одлучан присталица Парменидове теорије о постојању Једног и непостојању мноштва, промене и кретања. Парменид је, дакле, одбацио кретање и промену као пуке привиде, али пошто су нам они дати у чулном искуству, то је Парменидова теорија код неких могла изазвати подсмех. Зенон доказује да та теорија никако није смешна те да, штавише, питагорејски плурализам запада у много веће тешкоће, тако да кретање и промена нису могући чак ни ако се покушају доказати самим питагорејским хипотезама. Зенон је саставио један прозни спис, у којем је било око четрдесет доказа или аргумената (λόγοι), које је Аристотел назвао апоријама (ἀποιρίαι), који побијају питагорејска схватања сводећи их на бесмисао (reductio ad absurdum), с циљем да се покаже како је бивствовање Једно. Платон у Парм. 128б јасно износи сврху Зенонове (данас изгубљене) књиге: „Ти су списи у ствари замишљени као нека одбрана Парменидове тезе против оних који му се подсмевају и тврде да многе смешне и противречне последице следе из потврђивања Једног. Мој спис побија поборнике мноштва, одбацује њихов напад и уз то им још враћа, тежећи само да покаже како њихова претпоставка да постоји мноштво, ако се пажљиво испита, води чак ка смешнијим последицама него хипотеза да Једно постоји“.
Постоје мишљења да је Зенон састављао своје списе у којим је негирао могућност кретања (као квантитативне промене) и постојања света подељеног на делове да одбаци мишљења првих представника атомизма (Емпедокле, Анаксагора, ...).
Увидом у сачуване фрагменте, може се закључити да је Зенон саставио три врсте доказа: доказе против тезе о постојању мноштва, доказе против тезе о постојању празнине, те доказе против тезе о постојању кретања.

### Докази против мноштва
1. Претпоставимо, као што то чине питагорејци, да је стварност састављена од јединица (монада). Те монаде или имају или немају величину. Ако имају величину, онда ће, на пример, једна линија бити бесконачно дељива, јер ће свака јединица, ма колико мала, и даље имати величину и бити даље дељива. У том случају линија ће бити састављена од бесконачног броја јединица, па ће нужно бити бесконачно велика. Према томе, све у свету мора бити бесконачно велико, па тако и сам свет. Ако монаде немају величину, онда је и цео свет без величине, односно он мора бити бесконачно мали, као и све остало у свету. Закључак који из ове дилеме проистиче јесте да је у ствари бесмислена теза о томе да је космос и све у њему састављено од монада (фр. 1 и 2).
2. Ако постоји мноштво ствари, онда би требало да смо у стању да кажемо колико је у ствари то мноштво. Јер ствари морају бити бројиве да би морале да постоје. С друге стране, оне не смеју да буду бројиве, већ морају да буду бесконачне, јер ће иначе између сваке две одређене јединице увек бити других јединица, управо као што је споменута линија бесконачно дељива. Према томе, питагорејска теза тера нас да кажемо да је мноштво истовремено коначно по броју и бесконачно по броју (фр. 3).
3. Ако мерицу жита изручимо на земљу, то ће произвести неки шум. Али када на земљу проспемо само једно зрно жита или део зрна, то не производи никакав звук. Ипак, мерица жита састављена је само од зрна жита или делова зрна жита. Ако делови при паду не производе никакав звук, како то да целина производи звук иако целину чине само делови?

### Докази против празнине
Парменид је порицао постојање празнине или празног простора. Претпоставимо, ипак, да постоји простор у коме се налазе ствари. Ако је простор ништа, онда се у њему не може ништа ни налазити. Ако је простор нешто, онда се и он мора налазити у простору, а тај простор такође мора бити у простору, и тако у бесконачност. Према томе, ствари се не налазе у простору, а Парменид је био у праву када је негирао постојање празнине.

### Докази против кретања
Најпознатији су Зенонови аргументи против кретања, којима он настоји показати како је кретање – које је Парменид порицао – једнако немогуће и према плуралистичкој теорији питагорејаца.
1. Претпоставимо да треба прећи једну стазу. Да би се то постигло, треба – према питагорејској тези – проћи кроз бесконачан низ тачака у коначном времену. Међутим, немогуће је у коначном времену прећи бесконачан број тачака, а самим тим и бесконачну раздаљину. У ствари, ниједан објекат не може прећи ниједну раздаљину, јер се увек појављује иста тешкоћа, па морамо закључити да, према томе, никакво кретање није могуће.
2. Претпоставимо да се Ахилеј и корњача такмиче у трчању. Ахилеј даје одређену предност корњачи. У тренутку када Ахилеј стигне до места са којег је корњача кренула, она је већ одмакла до следеће тачке, а када Ахилеј стигне и до те тачке, корњача је већ прешла нову раздаљину, ма колико мала она била. Тако се Ахилеј стално приближава корњачи, али он је стварно никада не може достићи, под питагорејском претпоставком да је дужина састављена од бесконачног броја тачака. Према томе, иако питагорејци тврде могућност кретања, они га сами властитим учењем чине немогућим.
3. Стрела у лету, према питагорејској теорији, требало би да заузима одређени положај у простору, али одређени положај у простору значи бити у мировању. Зеноновим речима: „Стрела која изгледа као да лети, у ствари не лети, него непомично стоји, јер ако би летела, морала би у сваком тренутку да буде и да не буде на једном месту“ (фр. А 27). Аристотел овоме доказу приговара то што се у њему време неосновано дели на безвременске тренутке, уместо да се време посматра у континуираном току: стрела у стварности не мирује у појединим тачкама, него кроз те тачке пролази континуирано.

### Извор грешке Зенонових апорија
Зенон је постао познат по томе што је саставио низ изјава о кретању које делују непротивречно, али крајњи закључак из тог низа изјава је изјава да нема кретања, то јест да свет који се креће и мења не постоји, а та изјава није истинита. 
Због тога, Зенонове апорије кретању само привидно делују непротивречно и логично. Стварно, оне су потпуно противречне свету и кретању у њему, које опажамо. Како су Зенонове изјаве о кретању међусобно непротивречне, Аристотел и други су за извор противречности и нелогичности између Зенонових апорија и света видели првенствено погрешност почетних претпоставки из којих је Зенон изводио после привидно непротивречне изјаве.

## Заснивање дијалектике
Зенонове апорије могу се схватити као домишљате софистичке замке, које греше претпостављајући да је линија састављена од тачака, а време од одвојених тренутака. Већина ових апорија заиста се и може „решити“ показивањем да су дужина и време континуирани, а не састављени од одвојених величина. Међутим, Зенон и није сматрао да су они састављени од одвојених делова: као Парменидов ученик он је веровао да је кретање привид и да оно није могуће, а циљ му је био да докаже како кретање није могуће ни према плуралистичкој хипотези, те како претпоставка о могућности кретања води ка бесмисленим и противречним закључцима.
Зенон је први изложио формално-логичке односе и због тога је Аристотел Зенону приписао откриће дијалектике. Зенон, као ни његови претходници, није знао за термин „дијалектика“, који ће први увести Платон као назив за једну посебну методу испитивања. Аристотел је ипак откриће те методе приписао Зенону, вероватно зато што се овај први бавио логички добро вођеним побијањем другачијих становишта, односно доследним извођењем логичких последица питагорејских теза о битку. Зенонов поступак најчешће се састојао у показивању шта не може бити, па је стога Хегел тај поступак означио као „негативну дијалектику“. Главни допринос Зенонове дијалектике није толико у потврђивању парменидског монизма (који се тешко могао одржати), колико у показивању да је нужно допустити појам о континуираном кретању.

## Зенонови парадокси
Зенонови парадокси су више од два миленијума збуњивали, изазивали, утицали, инспирисали, разбешњавали и забављали филозофе, математичаре и физичаре. Према Проклу у његовом Коментару Платоновог Парменида, Зенон је изнео „не мање од четрдесет аргумената који откривају противречности“, али је сада познато само девет. Најпознатији су аргументи против кретања које је описао Аристотел у својој Физици, књига VI.
- Ахил и корњача
- Дихотомија
- Стрела
- Покретни редови